# Express (album av Solid Base)
Express är ett musikalbum av Solid Base, utgivet 1999 av Remixed Records. Det var gruppens tredje album, efter debutalbumet Finally och det andra albumet The Take Off.

## Låtlista
1. Intro - 0:57
2. This Is How We Do It - 3:27
3. Set Me Free - 2:58
4. Come On Everybody - 3:56
5. Colours Of Your Dream - 3:15
6. Sha La Long - 3:26
7. Once You Pop (You Can't Stop) - 2:41
8. Push It - 3.18
9. Fantasy - 3:38
10. Baila Bolero - 3:07
11. Stay With Me - 4:01
12. Love - 3:28
13. I Gotta Know - 3:57
14. Sha La Long (extended mix) - 4:13
15. Come On Everybody (extended mix) - 4:53